# Romanticisme

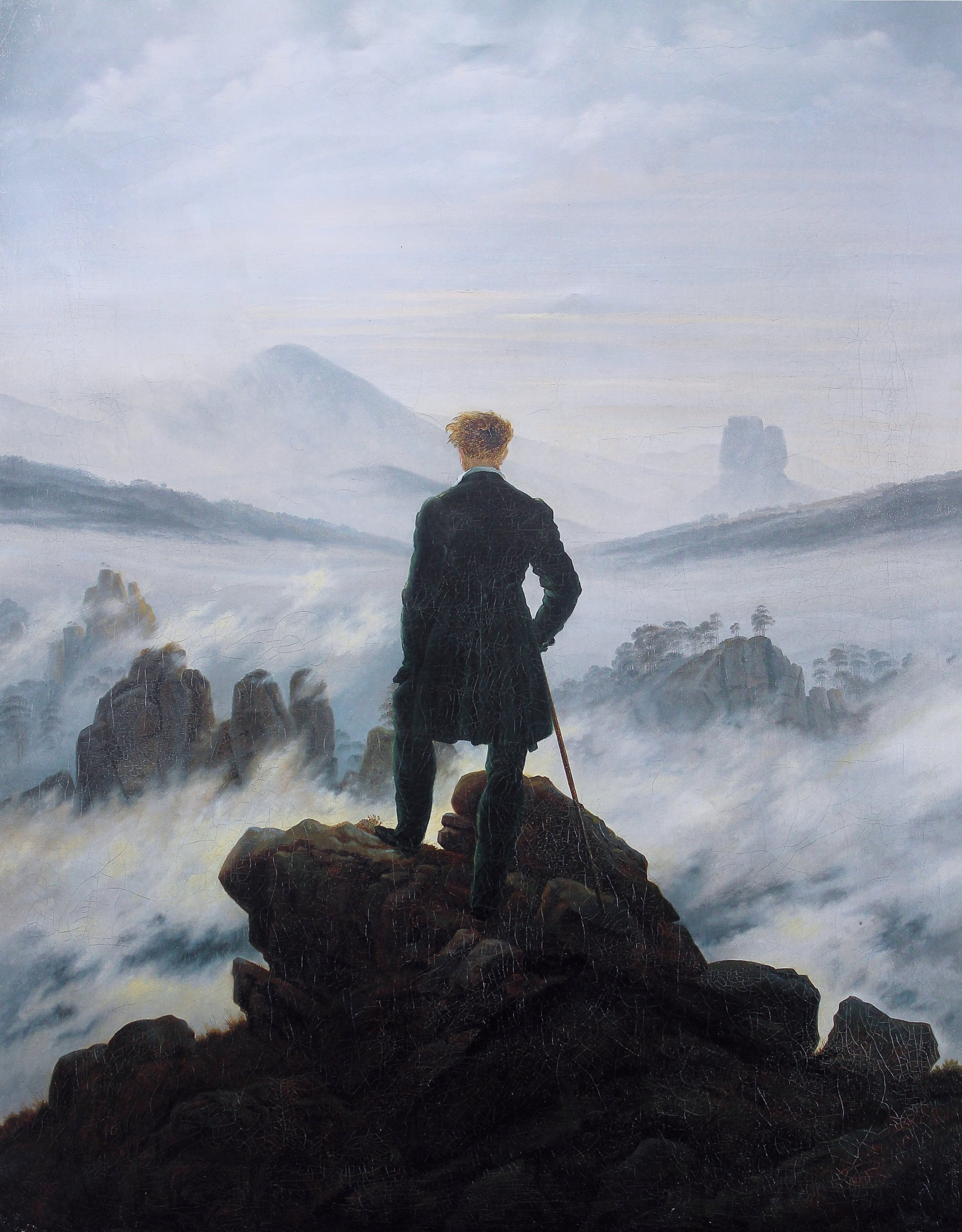
Pintura Caminant damunt un mar de boira, del romàntic Caspar David Friedrich

El Romanticisme va ser un moviment tant cultural com polític que s'originà a Alemanya a final del segle xviii, inicialment com a moviment literari, però que ràpidament passà a influenciar totes les arts. Es podria concebre com una reacció al racionalisme de la Il·lustració i el neoclassicisme, donant-li importància al sentiment. El seu caràcter revolucionari i trencador amb les convencions socials de l'època és inqüestionable. La seva característica fonamental és la ruptura amb la tradició, amb l'ordre i la jerarquia dels valors culturals i socials imperants.
Busca constantment la llibertat autèntica. Com que el romanticisme és una manera de sentir i concebre la natura, la vida i l'ésser humà mateix, aquest moviment artístic és molt heterogeni i es presenta de manera diferent i singular en cada país on es desenvolupa; fins i tot, dins d'una mateixa nació sorgeixen diferents tendències que es projecten també en totes les arts.
Tot i que es va desenvolupar fonamentalment a la primera meitat del segle xix, i es va estendre des d'Alemanya a Anglaterra, França, Itàlia, Espanya, Rússia, Polònia, Estats Units i les joves repúbliques hispanoamericanes. Posteriorment, es fragmentà i va evolucionar en diversos corrents, com el parnassianisme, el simbolisme, el decadentisme o el prerafaelitisme, englobades tots aquests dins la denominació general de post-romanticisme, una derivació del qual va ser l'anomenat modernisme llatinoamericà, espanyol i català. Les aportacions fonamentals del romanticisme van tenir lloc en els camps de la literatura, la dansa, la música i la pintura. Posteriorment, un dels corrents avantguardistes del segle xx, el surrealisme, portà a l'extrem els postulats romàntics.

## Ideari romàntic

La llibertat guiant el poble

### La filosofia romàntica
La filosofia que es desenvolupà durant el romanticisme tractava sobre els mateixos temes que durant el període i les seves obres: la recerca de la llibertat, la marginació social, la soledat, la unitat nacional, el foment de l'intel·lecte i la llengua pròpia, etc. En aquesta època, es recupera Hamlet de Shakespeare, ignorat fins aleshores, i encarnen Hamlet i Ofèlia els herois típics romàntics.

### Política romàntica
Tradicionalment, durant el romanticisme, va triomfar, sobretot, el socialisme en països amb el sentiment d'una gran unitat nacional. Aquests cercaven una unitat social a causa de la sobreexplotació dels obrers i, com a conseqüència, el socialisme es va acabar identificant, com afirmen els experts, en una doctrina econòmica precisa.

## Característiques

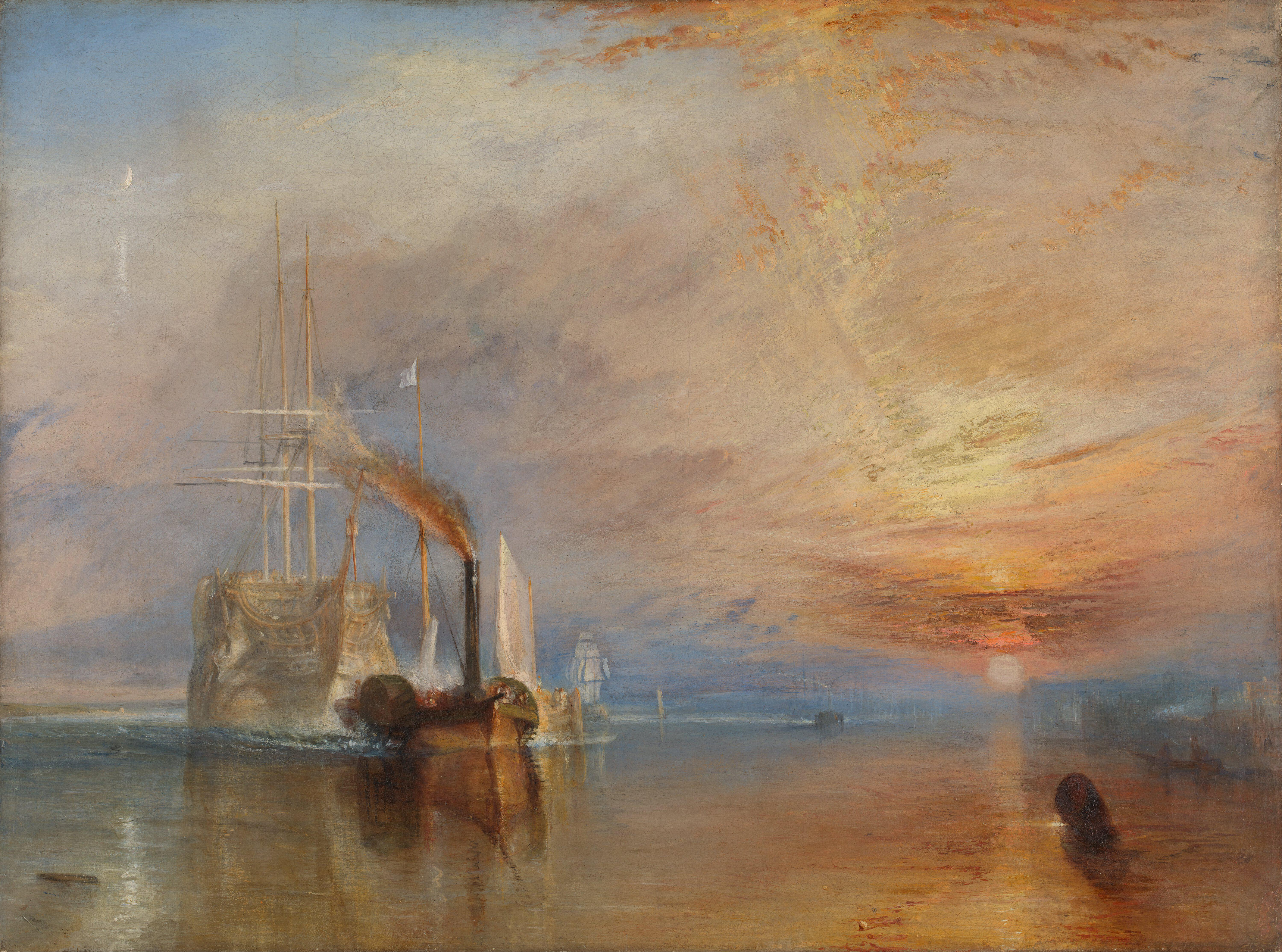
Pintura típica romàntica, va ser criticada per pintar una posta de sol a l'est i l'errònia posició del màstil

El romanticisme va ser una reacció contra l'esperit racional i hipercrític de la Il·lustració i el neoclassicisme, i anteposava, abans de tot:
- La major importància del sentiment enfront de la raó.
- El dramatisme, amb accions i emocions portades a l'extrem.
- La forta tendència nacionalista de cada país.
- La del liberalisme en contraposició al despotisme il·lustrat.
- La de l'originalitat en contra de la tradició grecollatina.
- La creativitat enfront de la imitació neoclàssica.
- La nostàlgia per un paradís perdut (la infància o una nació).[1]
- L'obra imperfecta, inacabada i oberta en lloc de l'obra perfecta, conclosa i tancada.

És propi d'aquest moviment:
Una gran apreciació de les coses personals, un subjectivisme i individualisme absolut, un culte al jo fonamental i al caràcter nacional o Volksgeist, en contraposició a la universalitat i sociabilitat de la Il·lustració del segle xviii; en aquest sentit, els màxims exponents romàntics són, amb freqüència, prototipus de rebel·lia (Don Joan, el pirata, Prometeu) i els autors romàntics trenquen qualsevol normativa o tradició cultural que ofegui la seva llibertat, com per exemple les tres unitats aristotèliques (acció, temps i lloc) i la llibertat d'estil (barrejant prosa i vers, i fent servir polimetria en el teatre). També revolucionaran la mètrica, tornant a rimes més lliures i populars com l'assonant.
Igualment, una renovació de temes i ambients, en contraposició al segle de les Llums (segle xviii); s'estimen més els ambients nocturns i luctuosos, els llocs sòrdids i ruïnosos (sinistrisme); veneren i busquen tant les històries fantàstiques com la superstició, que els il·lustrats i neoclàssics ridiculitzaven.
Un aspecte de la influència del nou esperit romàntic i el conreu d'allò que és diferent es caracteritza per l'augment de l'estudi de la literatura popular (romanç o balades anònimes, contes tradicionals, cobles, refranys) i de les literatures en llengües vernacles: la gaèlica, l'escocesa, la provençal, la bretona, la catalana, la gallega, la basca… La preponderància de tot el fet nacional i del nacionalisme va ser una reacció a la cultura francesa del segle xviii, d'esperit clàssic i universalista, dispersada per tot Europa per mitjà de les conquestes de Napoleó.
L'expansió del romanticisme va renovar i enriquir el limitat llenguatge i estil del neoclassicisme i també va donar entrada a un món exòtic i extravagant, buscant-hi noves combinacions mètriques i flexibilitzant-ne les antigues. Els autors recorren a convencions artístiques medievals i en recuperen les temàtiques, en comptes de les pròpies de Grècia o Roma, com a font d'inspiració. Això accentua encara més el seu perfil nacionalista i oriünd en comptes d'una tendència universal com era la neoclàssica.
Davant de l'afirmació del racional, irrompé l'exaltació de l'instintiu i sentimental. "La bellesa és veritat".
Evoquen el passat i s'allunyen de la realitat evadint-se del temps. Hi predominaren els sentiments de tristesa, malenconia, amor a la solitud, escenaris llòbrecs, descontent. Moltes vegades, aquests sentiments cristal·litzaren en enyorança del passat i les antigues glòries.
Desig de llibertat de l'individu, de les passions i dels instints que presenta "el jo", subjectivisme i imposició del sentiment sobre la raó.

## Temes

El tres de maig mostrava un fet actual

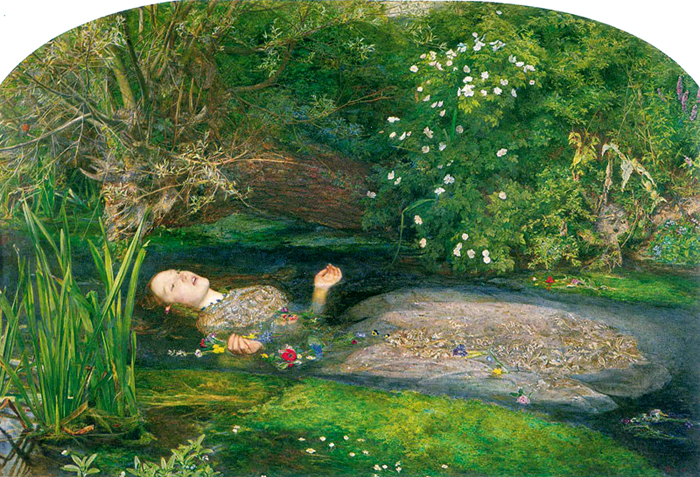
Ofèlia

El romanticisme, com a reacció a la lògica i la racionalitat per sobre de totes les coses, va considerar interessant sobretot treballar l'emocionalitat, especialment els sentiments reprimits i les emocions supremes. El subconscient es considerava el centre de l'activitat humana i s'afavoria la teatralitat i el drama, l'exotisme, el color, el canvi i el moviment.
Defensen l'individualisme i no els interessava el compromís. Consideraven que la humanitat és feble i sotmesa a la natura, contrastant amb l'optimisme del segle xviii. Al contrari que el classicisme, que es relacionava amb els conservadors, el romanticisme portava l'art al terreny de la crítica política, n'és un exemple El rai de la Medusa -pintura que teatralitza un fet real, en el qual el capità d'una fragata va abandonar la tripulació i els passatgers per salvar-se ell mateix-, en el qual Géricault manifesta el seu malestar envers l'estat, per abandonar els ciutadans que el serveixen; al contrari del neoclassicisme, com l'obra de Jacques Louis David, per exemple, que se centrava a fomentar el servei incondicional a l'estat.
- El "mal del segle": s'anomena "mal del segle" la malenconia que presidí l'estat d'ànim de molts joves autors romàntics. Com a conseqüència del sentiment de refús i d'inadaptació a una societat que consideren falsa i corrupta, aquests autors se'n senten exclosos. La necessitat de fugir d'una realitat que no els agrada fa que aspirin a l'absolut, la qual cosa els empeny a desitjar la mort per aconseguir la pau que no poden assolir d'altra manera.
- La nostàlgia del passat: l'ànsia de fugida fa que molts d'aquests autors girin els ulls cap a l'edat mitjana, que admiren, i cap a la institució de la cavalleria, que propicià tants herois.
- El jo: com que el més important d'un individu és el seu món interior -la seva sensibilitat i les seves passions-, la font d'inspiració primera dels creadors romàntics és aquest "jo" tan essencial. És per aquest motiu que refusen les normes clàssiques de creació artística, que consideren massa pobres i artificioses per a poder abastar la complexitat i la singularitat de l'esperit humà.
- La natura: en el marc del món convuls que els toca viure, els romàntics veuen en la natura un refugi per a les ànimes sensibles. Seguint els postulats de Rousseau, la natura pot actuar com a defensora de l'individu davant la crueltat de la societat que anomenem "civilitzada". La natura és, també, un mirall de l'ànima: segons l'estat anímic de l'artista, un mateix paisatge pot esdevenir plàcid, inquietant o indiferent.
- El sofriment del poble: els romàntics consideraven injusta i vergonyosa la misèria en què vivien amplis sectors de la societat. Seguint, en certa manera, la "teoria del bon salvatge" de Rousseau, afirmaven que, en el fons, el poble és bo i generós i que és la societat, despietada en la seva organització i el seu funcionament, la responsable de la corrupció de certes persones.
- El desvetllament de la identitat nacional: en uns quants països, el descobriment de la realitat històrica i l'estudi del passat que va impulsar l'esperit romàntic va desvetllar la consciència nacional. És en aquest període que es du a terme la unificació d'Alemanya i d'Itàlia, i Grècia s'independitza dels turcs.

## Manifestacions culturals

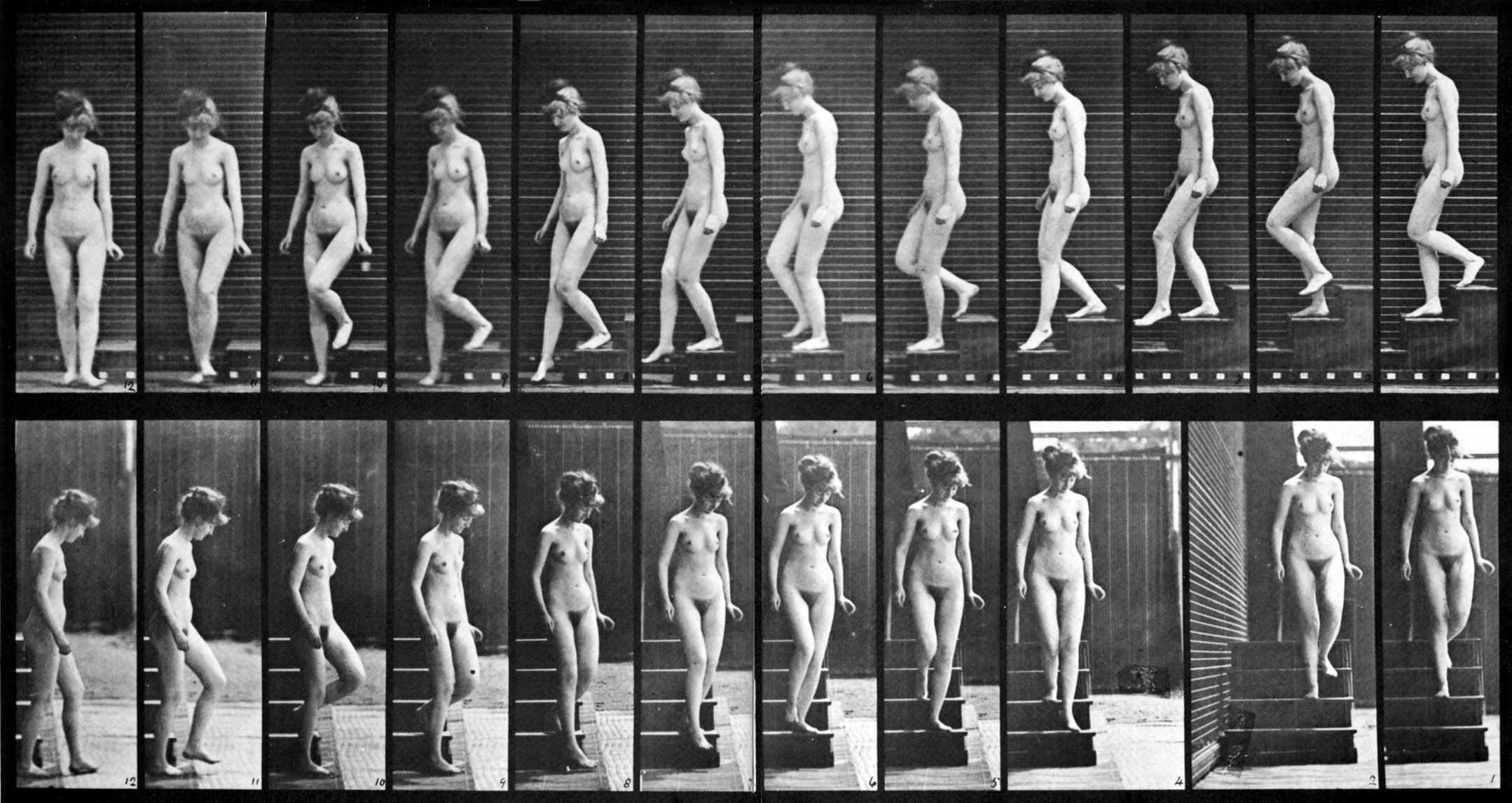
Estudi del moviment d'Eadweard Muybridge

En el romanticisme, es van crear nous estils radicals, apreciats per uns i detestats per altres contemporanis, adoptats per artistes que buscaven redefinir la posició de l'art i la humanitat, així com la seva relació, en un món de ràpids i profunds canvis (revolució industrial i Revolució francesa, notablement). Mentre els academicistes van prioritzar mantenir el seu estatus social, als romàntics no els importava morir de fam per amor al seu art.
Va ser en aquest període, el 1839, quan va aparèixer la fotografia, i cap a 1870 es va usar per primera vegada una bateria de càmeres de disparador ràpid que permetia fer ràfegues de fotos per estudiar el moviment de persones i altres animals.

### Literatura

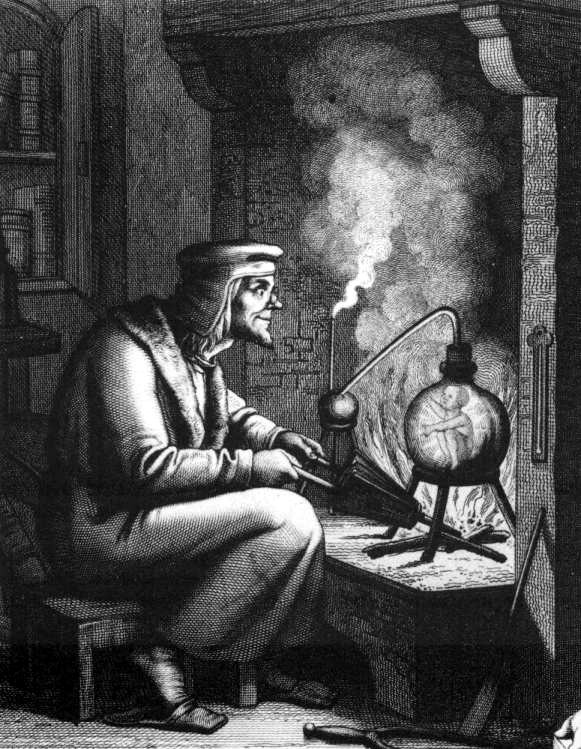
Faust

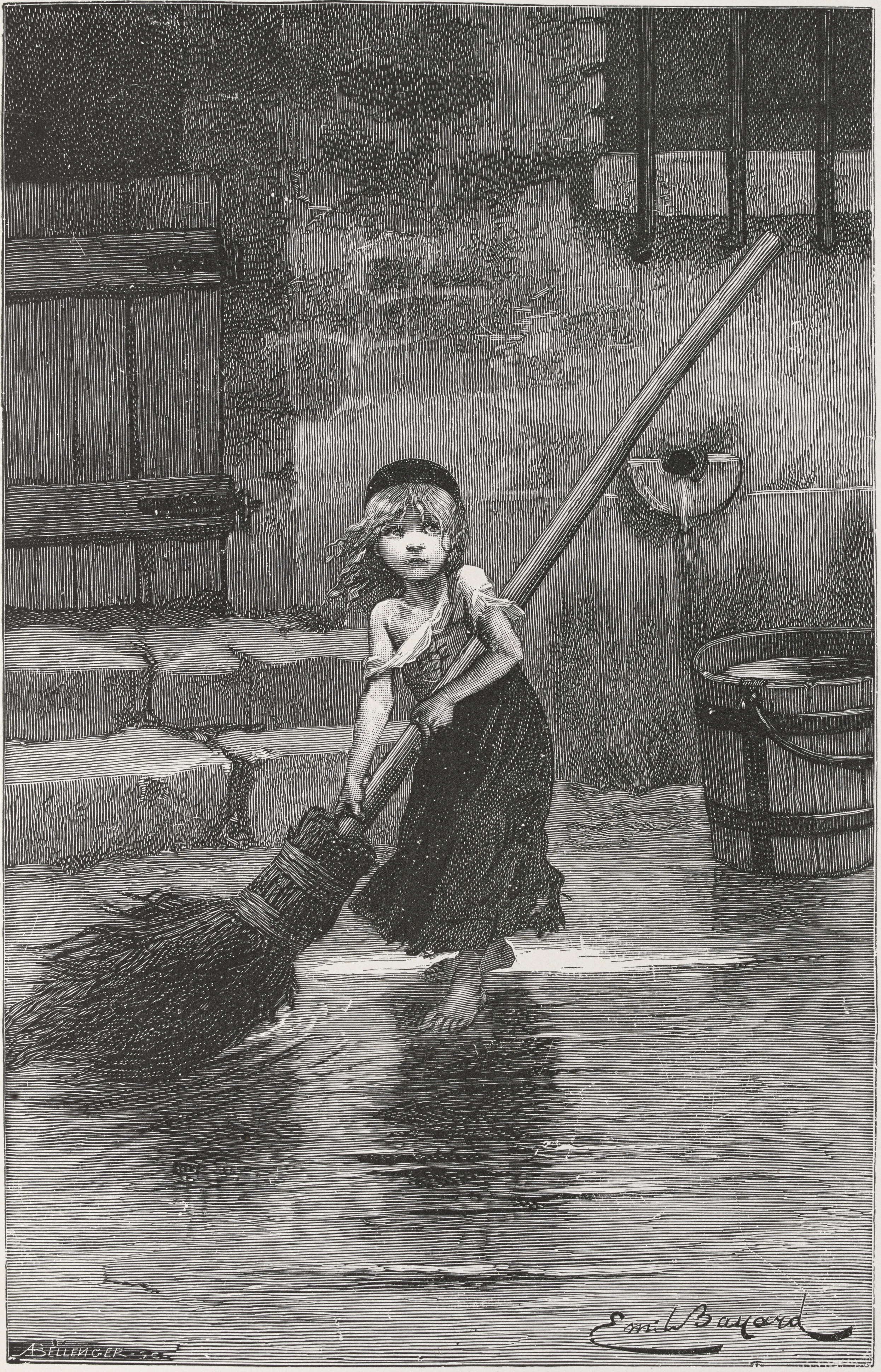
La Cosette dEls Miserables

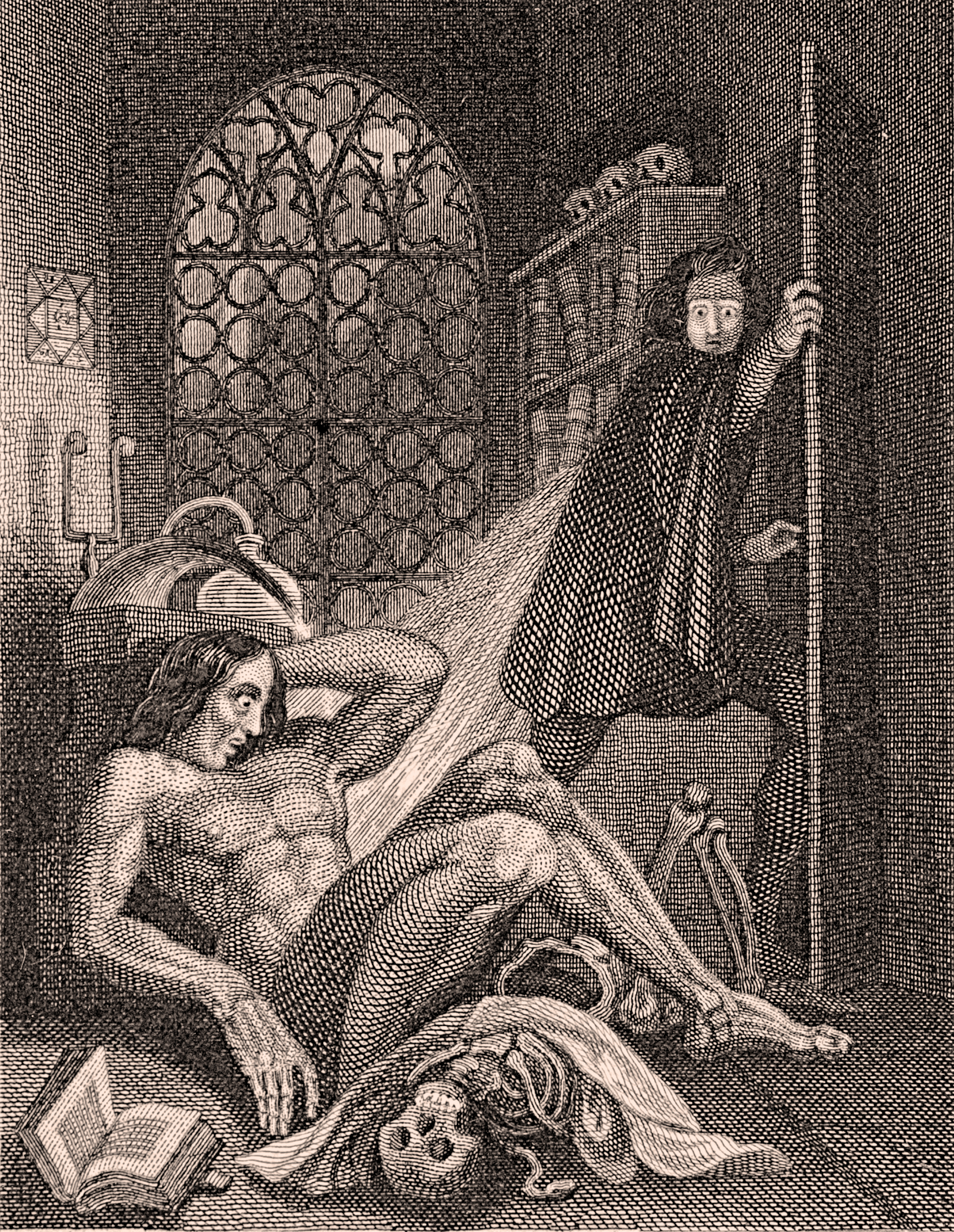
Frankenstein

La literatura es caracteritza per la recerca de l'originalitat, l'abandonament dels preceptes clàssics de composició i el predomini de la lírica. Apareixen, per primer cop, personatges marginals vists com a símbol de llibertat, i que estan al marge de les convencions socials. El jo de l'autor és el centre de la inspiració. S'utilitzen molts recursos retòrics buscant una certa catarsi en el lector i que se senti com l'escriptor, abandonat, sol i incomprès. Triomfa la literatura gòtica i els fulletons.
Als Països Catalans coincideix amb la Renaixença.
Alguns autors destacats en són Gustavo Adolfo Bécquer, Lord Byron, Johann Wolfgang von Goethe, Àngel Guimerà, Victor Hugo, Mariano José de Larra, Edgar Allan Poe, Mary Shelley, Jacint Verdaguer i José Zorrilla.
El moviment literari Sturm und Drang (en alemany: 'tempesta i ímpetu') fou el precedent important del romanticisme alemany, desenvolupat durant l'última meitat del segle xviii. Alguns dels autors importants foren el jove Johann Wolfgang von Goethe, el jove Friedrich Schiller i Friedrich Gottlieb Klopstock. El romanticisme alemany en la literatura no va ser un moviment unitari i es parla de diferents fases del romanticisme. Una etapa fonamental foren els anys noranta del segle xviii (primer romanticisme), però les últimes manifestacions n'arriben fins a la meitat del segle xix. Els filòsofs dominants del romanticisme alemany foren Johann Gottlieb Fichte i Friedrich Wilhelm Joseph von Schelling (els fundadors de l'idealisme alemany). Els autors més importants en van ser: Novalis, Ludwig Tieck, Friedrich Schlegel, Clemens Brentano, August Wilhelm von Schlegel, Achim von Arnim, E. T. A. Hoffmann, i Friedrich Hölderlin. Post-romàntic es podria considerar Heinrich Heine.
El romanticisme francès tingué el seu manifest el 1813, per Madame de Staël, encara que tingué per precursor en el segle xviii Jean-Jacques Rousseau. Al segle xix, sobresortiren François-René de Chateaubriand, Charles Nodier, Víctor Hugo, Alphonse de Lamartine, Alfred Victor de Vigny, Alfred de Musset, George Sand, Alexandre Dumas (pare) i Alexandre Dumas (fill), entre d'altres, que són els majors representants d'aquesta estètica literària.
El romanticisme italià va tindre el seu manifest en la "Lettera semiseria de Grisóstomo del Berchet" (1816) i destaca, sobretot, per la figura dels poetes Ugo Foscolo, autor del famós poema Dels sepulcres, i Giacomo Leopardi, que aboca el seu pessimisme en composicions com "L'infinit" o "A Itàlia". El romanticisme italià va tindre també una gran novel·la històrica, I promesi sposi (Els promesos), d'Alessandro Manzoni.
A Ucraïna, el romanticisme comença amb autors com Levko Borovikovskyi, P. Hulak-Artemovskyi, M.Maksymovitx. Figura cabdal del romanticisme ucraïnès es Taràs Xevtxenko amb el seu llibre Kobzar.
A Rússia, el romanticisme va suposar tota una revolució, car autoritzà l'idioma rus, que fins en aquell moment havia estat poc cultivat, com a llengua literària. El començador d'aquesta moda fou el gran poeta Aleksandr Puixkin, acompanyat de nombrosos seguidors i imitadors. En la literatura txeca, destaquem els poetes Karel Hynek Mácha i František Čelakovský i l'eslovac, també ideòleg del paneslavisme romàntic, Ján Kollár.
El romanticisme literari en anglès va començar a Anglaterra quasi al mateix temps que el romanticisme alemany; al segle xviii, ja havien deixat sentir-hi certa atracció escapista per l'edat mitjana i els seus valors. Alguns poetes com James Macpherson o Thomas Chatterton varen ser inventors d'heterònims medievals, però el moviment sorgí a la llum amb els anomenats poetes lakistes (Wordsworth, Coleridge, Southey), i el seu manifest fou el pròleg de Wordsworth a les seves balades líriques, encara que ja ho havien presagiat en el segle xviii Young amb els seus Pensaments nocturns o l'originalíssim William Blake. Lord Byron, Percy Bysshe Shelley i John Keats són els poetes canònics del romanticisme anglès. Al darrere, hi vingueren el narrador Thomas De Quincey i Elizabeth Barrett Browning, juntament amb el seu marit Robert Browning, l'últim creador d'una forma poètica fonamental en el món modern, el monòleg dramàtic. En narrativa, hi destaquen les novel·les sobre l'edat mitjana anglesa de Walter Scott o les novel·les gòtiques, El monjo de Lewis o Melmoth l'Errabund, de Charles Maturin. Dels Estats Units, és l'escriptor i poeta en llengua anglesa Edgar Allan Poe, creador d'un dels corrents fonamentals del post-romanticisme, (el simbolisme), i James Fenimore Cooper (deixeble de les novel·les històriques de Scott). Es pot considerar un post-romàntic l'originalíssim pensador anarquista Henry David Thoreau, introductor d'idees anticipades al seu temps com la no-violència i l'ecologisme. Va ser autor del famós Assaig sobre la desobediència civil.
A Portugal, introduïren el romanticisme Almeida Garrett i Alexandre Herculano; pot considerar-se post-romàntic el gran poeta Antero de Quental.
A Romania, el seu màxim exponent va ser Mihai Eminescu i, d'entre els hongaresos, sobresortí el poeta Sándor Petőfi.
A l'estat espanyol, la ideologia romàntica va tenir precedents en els afrancesats il·lustrats espanyols, com s'aprecia a les Noches lúgubres de José de Cadalso o en els poetes preromàntics (Nicasio Álvarez Cienfuegos, Manuel José Quintana…), que reflecteixen una nova ideologia present ja en figures dissidents de l'exili, com ara José María Blanco White. Però, el llenguatge romàntic pròpiament dit trigà a ser assimilat, per la reacció escomesa per Ferran VII després la Guerra de la independència, que impermeabilitzà en bona part l'assimilació de l'ideari romàntic.
A Catalunya, l'eclosió de les idees romàntiques és certament tributària del moviment de la Renaixença, al seu torn deutor de l'ambició d'intel·lectuals com Bonaventura Carles Aribau, Antoni de Bofarull, Víctor Balaguer, Joaquim Rubió i Ors o Marià Aguiló i Fuster.

### Música

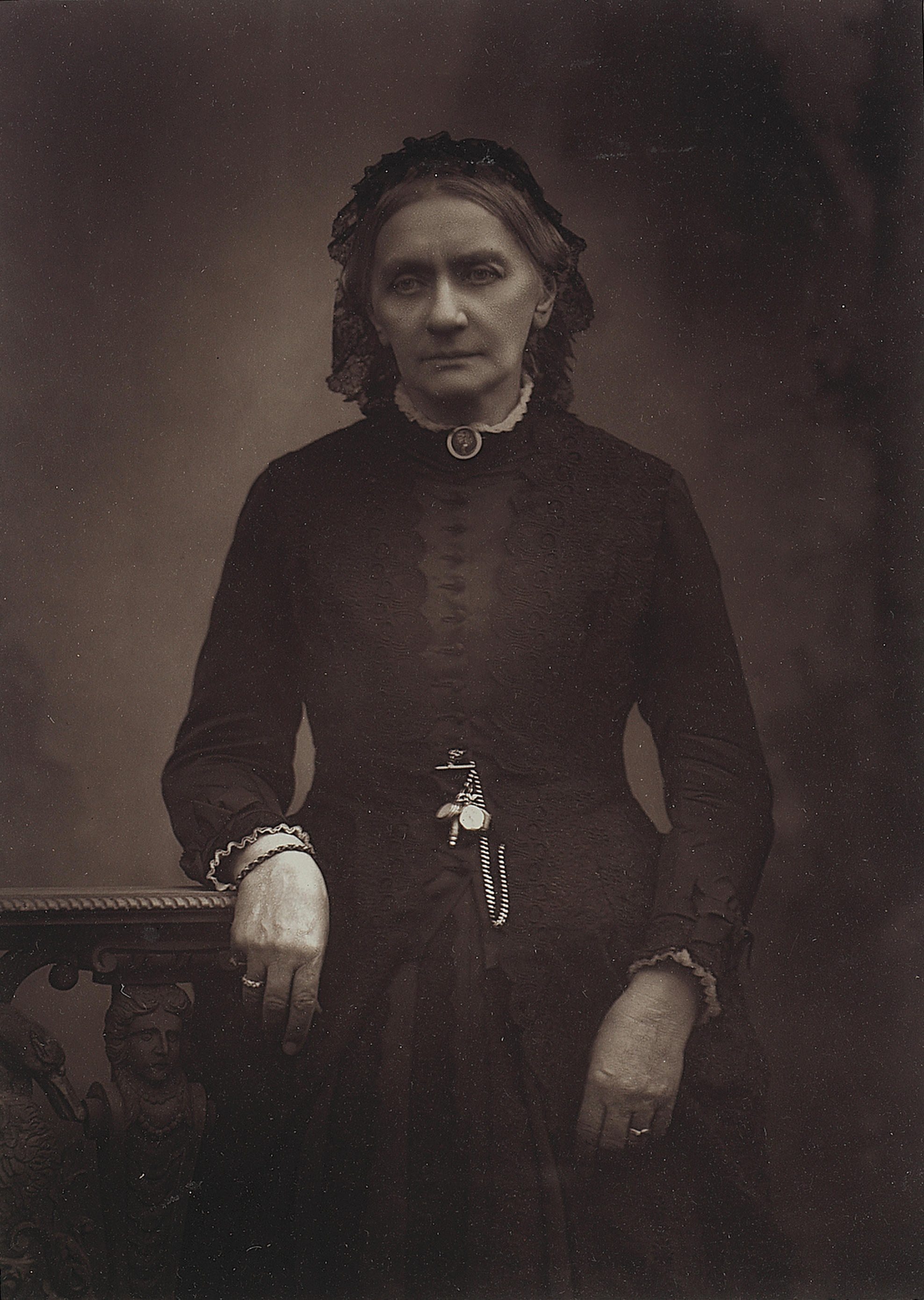
Clara Schumann

Els compositors romàntics mantenen un fort vincle amb la literatura. Tant és així que el que avui coneixem per lied ('cançó'), tot i que ja s'havia conreat abans del romanticisme, culmina durant aquest període i adquireix la màxima expressió d'unió entre melodia i poesia.
Per tant, un dels trets que més caracteritza les biografies dels compositors romàntics, i un fet que els distingeix dels músics dels segles anteriors, és que són persones obertes a les altres arts, sobretot a la literatura, i intenten entendre també de pintura i filosofia. Viuen el seu temps, participen en tertúlies i expressen els seus ideals polítics.
Un altre dels elements característics és que molts d'aquests compositors tenen al costat dones excepcionals que els donen una justa rèplica humana i intel·lectual, i sovint també musical. Aquest és també un símptoma del canvi de mentalitat en aquest període. Algunes d'aquestes dones excepcionals són Còsima Wagner, George Sand, Alma Schindler i Clara Schumann.
A grans trets, el romanticisme en la música es pot dividir en quatre grans períodes:
- Les bases del romanticisme amb Hélène de Nevro de Montgeroult (1764-1836), Ludwig van Beethoven (1770-1827), Carl Maria von Weber (1786-1826), Franz Schubert (1797-1828) i Maria Szymanowska (1798-1831).
- La primera generació romàntica amb Hector Berlioz (1803-1869), Louise Farrenc (1804-1875), Felix Mendelssohn (1809-1847), Frédéric Chopin (1810-1849) i Robert Schumann (1810-1856).
- La segona generació romàntica amb Franz Liszt (1811-1886), César Franck (1822-1890), Anton Bruckner (1824-1896) i Johannes Brahms (1833-1897).
- El post-romanticisme amb Gustav Mahler (1860-1911), Valborg Aulin (1860-1928), Richard Strauss (1864-1949), Amy Beach (1867-1944) i Serguei Rakhmàninov (1873-1943).

Va ser un període fructífer i apassionant per a la música, en paraules del literat E. T. A. Hoffmann: La música és la més romàntica de totes les arts.

### Dansa

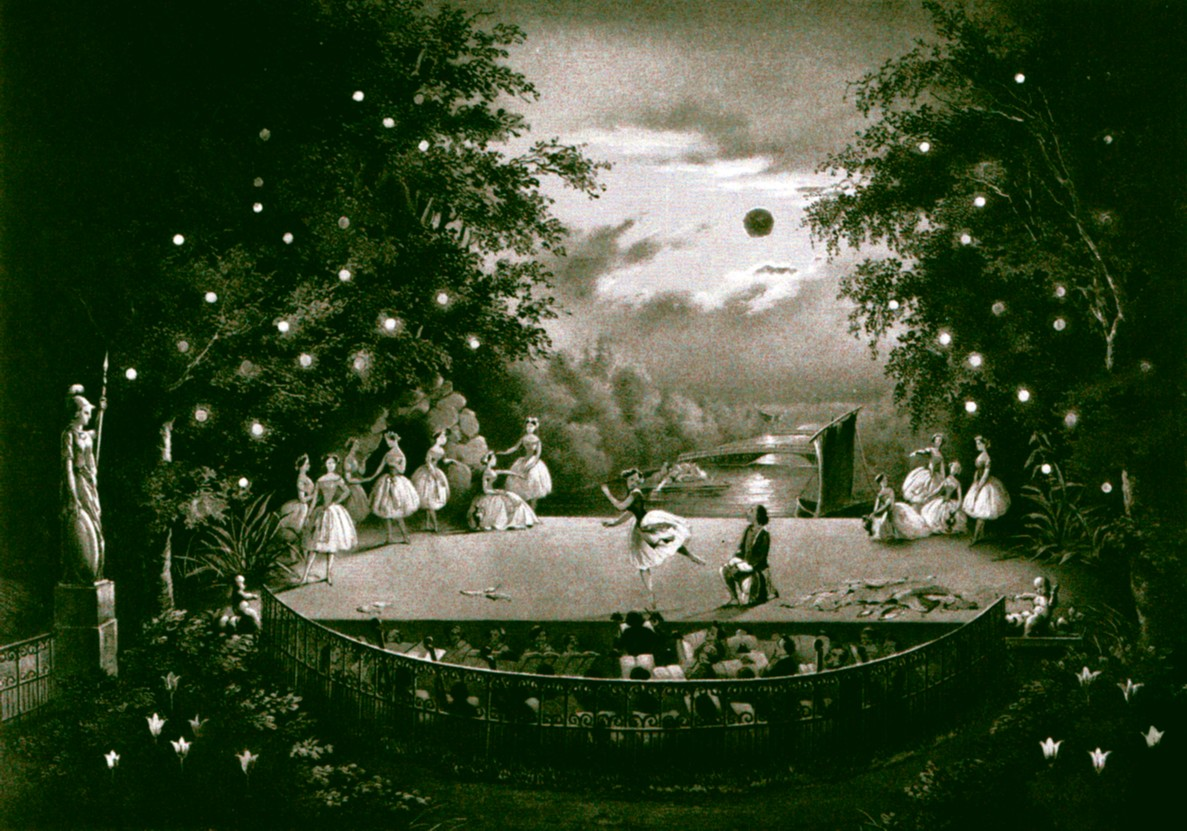
Ondina, 1851

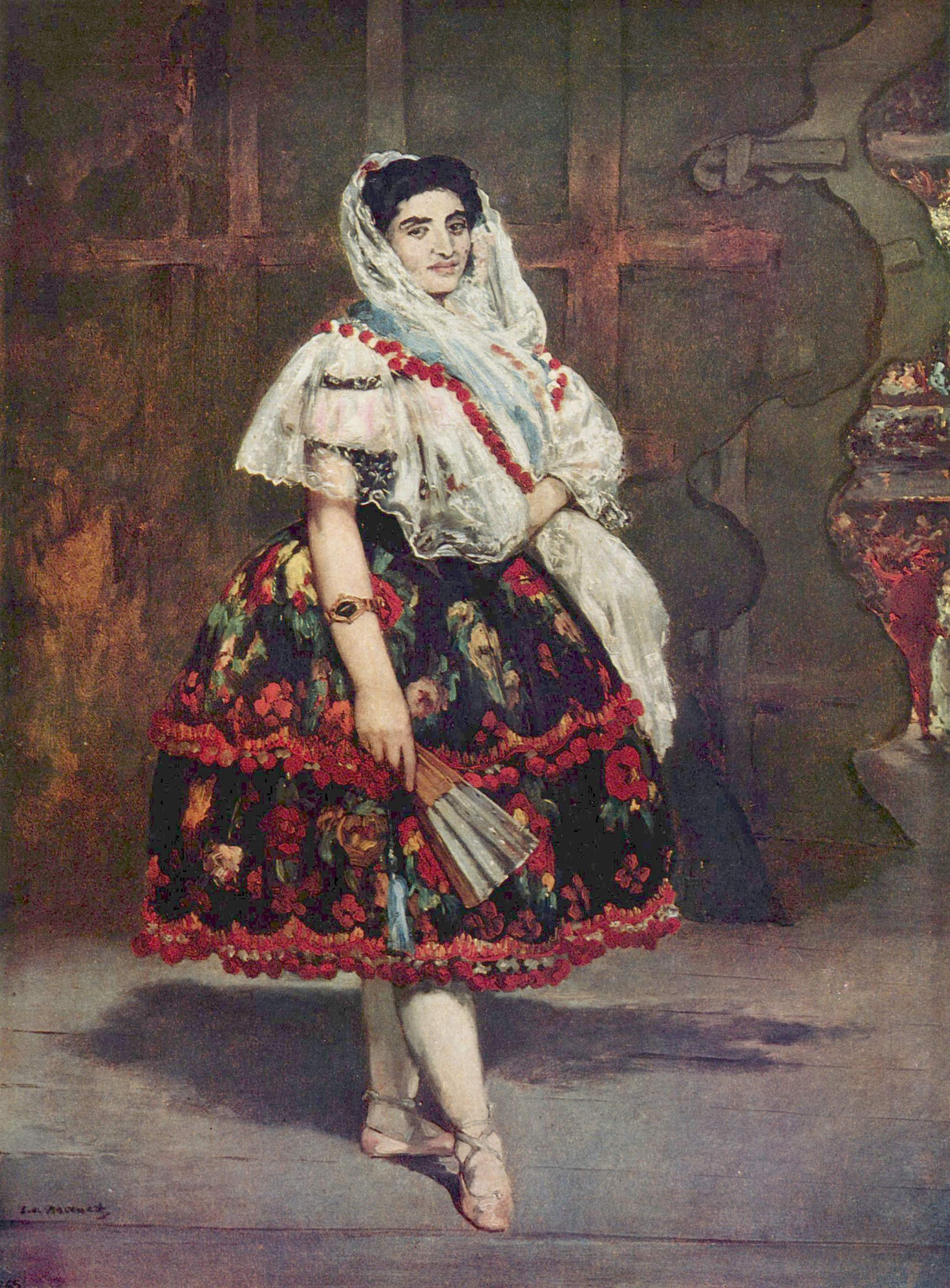
Lola de València, ballarina romàntica de l'escola bolera

El segle xix, concretament el període que abasta de 1840 a 1870, és considerat com l'etapa més prolífica de la dansa clàssica, i dona lloc a ballets com Coppélia, Giselle, La baiadera o El regne de les ombres i Ondina. De 1877 és El llac dels cignes. L'era del ballet romàntic, coneguda com la dels ballets blancs, s'inaugura amb la peça titulada La sílfide (1832), de Filippo Taglioni, la primera d'un extens repertori d'obres caracteritzades per una estilització molt característica. L'acció sol tenir lloc en un bosc misteriós, encantat o fantàstic, no rarament de nit, i les ballarines són éssers sobrenaturals eteris com fades, ondines o sílfides, vestides amb tutús blancs i que calcen sabatilles de punta, donant una imatge de lleugeresa i fragilitat. Més tard, Isadora Duncan es rebel·laria contra aquesta imatge, reivindicant els peus nus i el seu interès a ser arbre, o pluja o vent, abans que una al·legoria fràgil i despersonalitzada. Així, trencaria amb la dansa clàssica romàntica per iniciar la dansa moderna.
En contraposició a aquesta estètica delicada, en la línia de l'exotisme i la fascinació per terres llunyanes que caracteritza el romanticisme, cal esmentar també l'escola bolera, una dansa terrenal, rítmica i vigorosa, que representa la cara més castissa d'Espanya.
A l'inici del segle xix, ballarins boleros catalans com Dolors Serral, Marià Camprubí, Francesc Font, Manuela Dubinon, Joan Camprubí o Manuela Garcia triomfaven a França, Dinamarca, Àustria i Rússia, entre altres països, i intercanviaven influències amb grans figures del ballet mundial com Fanny Essler, Fany Cerrito o Lucile Grahn. Un clar exemple del pes que l'escola bolera té a escala internacional es troba en els ballets creats per coreògrafs com Salvatore Viganò, August Bournonville, Arthur Saint-Léon o Màrius Petipà, que incorporen en les seves peces elements i referències a l'escola clàssica espanyola.
Les òperes franceses amb tradició coreogràfica són peces en què destaca també la dansa clàssica romàntica. Són representades pel Gran Teatre del Liceu, també en altres escenaris d'òpera com el Teatre Principal. A finals del segle xix, l'arribada de l'òpera wagneriana portarà noves concepcions escèniques i suposarà un gir cap a l'obra d'art total, convertint-se en una de les principals influències dels ballets russos de Diàguilev.

### Teatre

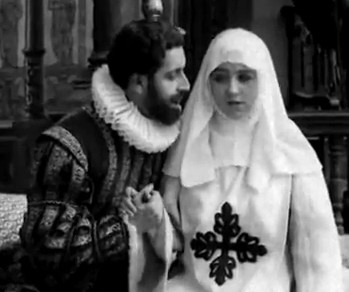
Don Juan Tenorio és un col·leccionista d'amants que s'enamora d'una monja. Ella mor de pena quan creu que ell l'ha abandonada i ell és a punt de ser emportat a l'infern, però l'esperit d'ella apareix al cementiri i el salva, i acaben tots dos junts al cel

El romanticisme és un moment de transició en què dels corrals de comèdies es passa a una consolidació dels teatres a la italiana. En el teatre romàntic, es revalora la figura de William Shakespeare i moltes de les fórmules dramatúrgiques que s'utilitzen en aquest període segueixen la tradició clàssica, tot i que amb una posada en escena renovada. Són obres que plantegen grans possibilitats escenogràfiques, que demanen nous efectes escènics i noves maquinàries. Així, l'escenografia viu una etapa de plenitud, i en destaca Francesc Soler i Rovirosa.
El teatre romàntic espanyol coincideix en les seves directrius generals amb el que es produeix en aquest moment a Alemanya i França. Així, es caracteritza per una voluntat de transgressió, materialitzada en la barreja de gèneres, i per la combinació de vers i prosa. Es presenten accions dinàmiques que transcorren en diferents temps i espais i que requereixen llargues acotacions explicatives; les peces, a més, acostumen a tenir cinc actes en lloc de tres. Un dels temes més freqüents n'és l'amor, impossible i perfecte, i que s'acostuma a presentar amb un rerefons històric o de llegenda. També són comunes les referències a un poder abusiu i l'aparició d'herois d'origen misteriós, propers al mite, de destí incert a causa d'injustícies polítiques.

### Pintura

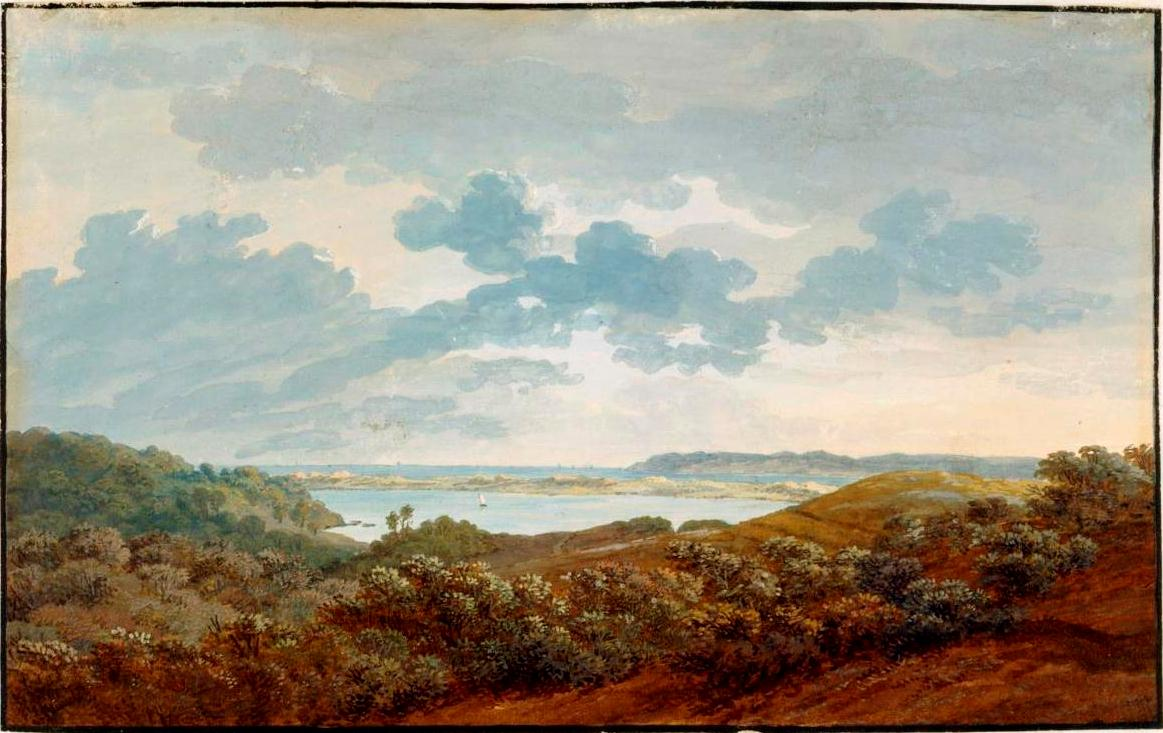
Paisatge romàntic

La pintura romàntica es caracteritza pel predomini del color sobre el dibuix; dramatisme de les composicions, amb gran preocupació pel moviment i la composició; importància dels gestos violents, dels detalls anatòmics i ambientals. El moviment s'accentua en situar els personatges sobre una base inestable. La tècnica sol ser ràpida, amb pinzellades soltes i pastoses, herència dels pintors venecians, dels barrocs flamencs i de Goya.
Hi predominen els temes d'actualitat, que en aquell moment consistia en revolucions, guerres i desastres; i històrics. Cobra importància el paisatge per si mateix, a través del qual apareixen molt sovint les innovacions tecnològiques.

## El romanticisme a Catalunya
A Catalunya, el romanticisme va coincidir amb el període de la Renaixença i va tenir lloc durant la segona meitat del segle xix. De fet, el mateix nom Renaixença ja mostra en el mateix mot com el català va tornar a néixer per estar en auge. Alguns personatges destacats de l'època són Víctor Balaguer, periodista, historiador i polític i Àngel Guimerà, escriptor conegut per obres com Mar i Cel.
El segle xviii havia portat moltes renovacions polítiques a l'estat espanyol. Però, els sectors tradicionalistes del país s'oposaven als impulsos reformistes. Nasqueren així les anomenades "dues Espanyes": l'una conservadora i una altra de lliberal.